# El hombre que inventó Manhattan
El hombre que inventó Manhattan es la sexta novela escrita por el español Ray Loriga, publicada en febrero de 2004. 
Esta novela es un caleidoscopio de historias sobre Manhattan, historias simples y decadentes que, a veces, se entrecruzan en una ciudad donde el trueque domina estas vidas llenas de pasiones banales, frustraciones e ilusiones que se mezcla con una realidad que a larga tiraniza a sus soñadores. Los protagonistas buscarán una salida a una realidad mediocre y descreída, cuya nueva creación nos acaba también atrapando en un continuo narrativo o vital que nos ahoga.

## Premios
- 2004: II Premio Literal de Narrativa.

## Ediciones
- 2004: El Aleph Editores, S.A., Modernos y clásicos de El Aleph, 199. 192 págs. ISBN 978-84-7669-601-9
- 2004: Círculo de Lectores, S.A. 192 págs. ISBN 978-84-672-0791-0
- 2005: Quinteto, S.L., Quinteto, 167. 192 págs. ISBN 978-84-96333-37-6
- 2008: El Aleph Editores, S.A., Pura literatura. 192 págs. ISBN 978-84-7669-842-6